# Royal Portrush Golf Club
Royal Portrush Golf Club er en privat golfklub i County Antrim, Nordirland. Det er den eneste golfklub uden for Skotland og England, som har været vært for The Open Championship, den ældste af major-turneringerne. Klubben har to linksbaner, "the Dunluce Links" og "the Valley Links".
"The Dunluce Links"-banen anses for at være en af de bedste i verden. Den blev rangeret som nr. 4 i Golf World på listen "The 100 greatest courses in the British Isles" i november 1996. Golf Magazine rangerede den som nr. 12 i sin liste over de 100 bedste baner i verden, og i 2005 rangerede Golf Digest banen som den tredjebedste uden for USA.